# أنس طيارة
أنس طيارة (20 أكتوبر 1992 -)، ممثل سوري. خريج «المعهد العالي للفنون المسرحية» سوريا عام 2014.

## عن حياته
ممثل سوري شاب من محافظة حمص، لكنه ولد وترعرع في مدينة القامشلي. درس التمثيل في المعهد العالي للفنون المسرحية في دمشق وتخرج منها عام 2014 على يد بسام كوسا، قدّم أول أدواره التلفزيونية عام 2013 أثناء دراسته في مسلسل ياسمين عتيق.

## أعماله

### المسلسلات
- (2013) ياسمين عتيق
- (2015) العراب
- (2015) في ظروف غامضة
- (2016) زوال
- (2016) نبتدى منين الحكاية
- (2017) شوق
- (2017) أهل الغرام ج3
- (2018) الواق واق
- (2019) العاشق: صراع الجواري
- (2019) سلاسل ذهب
- (2019) عندما تشيخ الذئاب
- (2019) غفوة القلوب
- (2019) مسافة أمان
- (2020) أولاد آدم
- (2020) دانتيل
- (2021) دفعة بيروت
- (2023) الزند: ذئب العاصي
- (2024) نقطة انتهى
- (2025) تحت سابع أرض: زين الناجي